# Leponiscus alepadis
Leponiscus alepadis là một loài chân đều trong họ Hemioniscidae. Loài này được Gruvel miêu tả khoa học năm 1901.